# Сантіусте-де-Сан-Хуан-Баутіста
Сантіусте-де-Сан-Хуан-Баутіста (ісп. Santiuste de San Juan Bautista) — муніципалітет в Іспанії, у складі автономної спільноти Кастилія-і-Леон, у провінції Сеговія. Населення — 648 осіб (2010).
Муніципалітет розташований на відстані близько 110 км на північний захід від Мадрида, 43 км на північний захід від Сеговії.
На території муніципалітету розташовані такі населені пункти: (дані про населення за 2010 рік)
- Бернуй-де-Кока: 23 особи
- Сантіусте-де-Сан-Хуан-Баутіста: 625 осіб

## Демографія
Динаміка населення (INE ):